# 山内豊政
山内 豊政（やまうち / やまのうち とよまさ、1871年5月29日（明治4年4月11日） - 1955年（昭和30年）10月18日）は、明治から昭和期の政治家、華族。貴族院男爵議員、南邸山内家3代当主。

## 略歴
土佐藩南邸山内家2代当主・山内豊積（10代藩主山内豊策五男・山内豊著の三男）の長男として生まれる。父の死去に伴い、1895年（明治28年）1月8日に男爵を襲爵した。
学習院高等科、和仏法律学校(現・法政大学)を修了。1896年（明治29年）12月、一年志願兵として歩兵第22連隊に入隊し、1899年（明治32年）2月、陸軍歩兵少尉に任官し、1905年（明治38年）後備役となる。
1904年（明治37年）7月10日、貴族院男爵議員に選出され、公正会に所属して活動し、1925年（大正14年）7月9日まで3期在任した。
墓所は青山霊園1-イ3-1。

## 栄典
- 1931年（昭和6年）4月15日 - 正三位[9]

## 親族
- 妻：アイ（真木長義二女）1943年1月22日没[1]
- 長男：豊輝（1944年1月26日に戦病死す）[1]
- 三男：秀夫（楠田英世男爵家養子、南邸山内家4代当主）[1]
- 五男：豊保（1944年12月3日病死）
- 長女：達子（たつこ、1904-1959) ‐ 医学博士松岡冬樹の妻。1925年に結婚し、夫ともにブラジルに渡航、帰国後1938年に夫と死別[1][10]
- 二女：華子（内藤政道の妻）[1]
- 四男：豊文（茂木蔵之助養子、のち復籍）[1]